# Mercedes Baptista
Mercedes Baptista (Campos dos Goytacazes, 20 de maio de 1921 — Rio de Janeiro, 19 de agosto de 2014) foi uma bailarina e coreógrafa brasileira, a primeira negra a integrar o corpo de baile do Theatro Municipal do Rio de Janeiro.
Baptista foi a responsável pela criação do balé afro-brasileiro, inspirado nos terreiros de candomblé, elaborando uma codificação e vocabulário próprio para essas danças.
O seu Ballet Folclórico Mercedes Baptista foi responsável pela consolidação da dança moderna do Brasil. Segundo a pesquisadora Mariana Monteiro, da Universidade Estadual Paulista:
| “ | Mercedes estruturou uma aula de dança afro, com barra, centro e diagonal. Criou uma gramática corporal específica, a partir da observação das danças do candomblé e do folclore e acabou sendo de enorme importância para o aperfeiçoamento dos bailarinos... | ” |

## Biografia

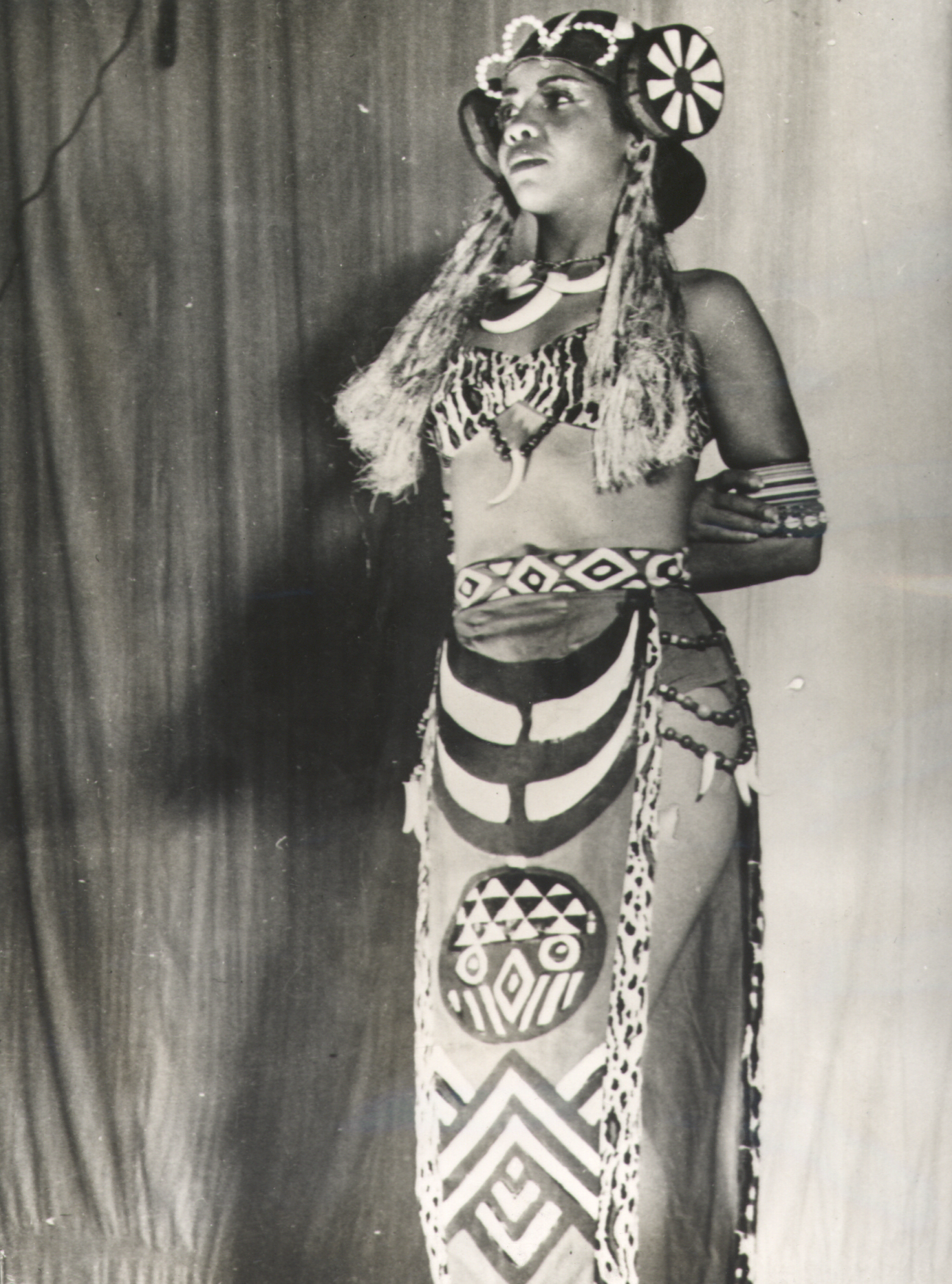
Mercedes Baptista no seu balé folclórico, anos 1950. Arquivo Nacional.

De origem humilde, Mercedes mudou-se nova para o Rio de Janeiro onde teve vários trabalhos (dentre os quais como empregada doméstica e como operária em fábrica de chapéus e numa gráfica), mas foi como bilheteira de cinema que teve acesso aos filmes e ao sonho de dedicar-se à arte. Frequentou escola pública situada no bairro da Tijuca, o Colégio Municipal Homem de Mello.
Iniciou seus estudos de balé (em 1945) com a bailarina Eros Volúsia, então professora do Serviço Nacional de Teatro, que indicou-lhe os primeiros caminhos para a dança; completou sua formação na Escola de Danças do Theatro Municipal (atualmente a Escola Estadual de Dança Maria Olenewa) com a professora russo-brasileira Maria Olenewa e Yuco Linderberg, na década de 1940. Em 18 de março de 1948, em difícil concurso público, passou a integrar o corpo de baile do Theatro Municipal, sendo a primeira mulher negra a consegui-lo e, ao lado de Raul Soares que também prestou este concurso, uma dos dois negros ali.
Apesar disto, sofria constante discriminação racial, a ponto de não conseguir trabalhar; numa entrevista de 1981 ela declarou: "Madeleine Rosay, Vaslav Veltchek, Edy Vasconcelos e Nina Verchinina me deram boas oportunidades na carreira, sem olhar minha cor. Os problemas vieram depois. Eu me vi de repente excluída de tudo, e nem que pusesse um capacho cobrindo meu rosto me deixavam pisar em cena. Só uma vez atravessei o palco usando sapatilhas de pontas e, ainda assim, lá no fundo." — ao que ela procurou contornar, como disse em outra ocasião: “Tudo foi sempre muito difícil, mas quem iria assumir ou deixar claro que parte das minhas dificuldades era pelo fato de que eu não era branca? Nunca iriam me dizer isso, nem dizer que o problema era racial, mas eu sabia que era e, por isso, sempre lutei cada vez procurando me aperfeiçoar.” Ela então passa a integrar o Teatro Experimental do Negro como bailarina, depois como colaboradora e finalmente coreógrafa.

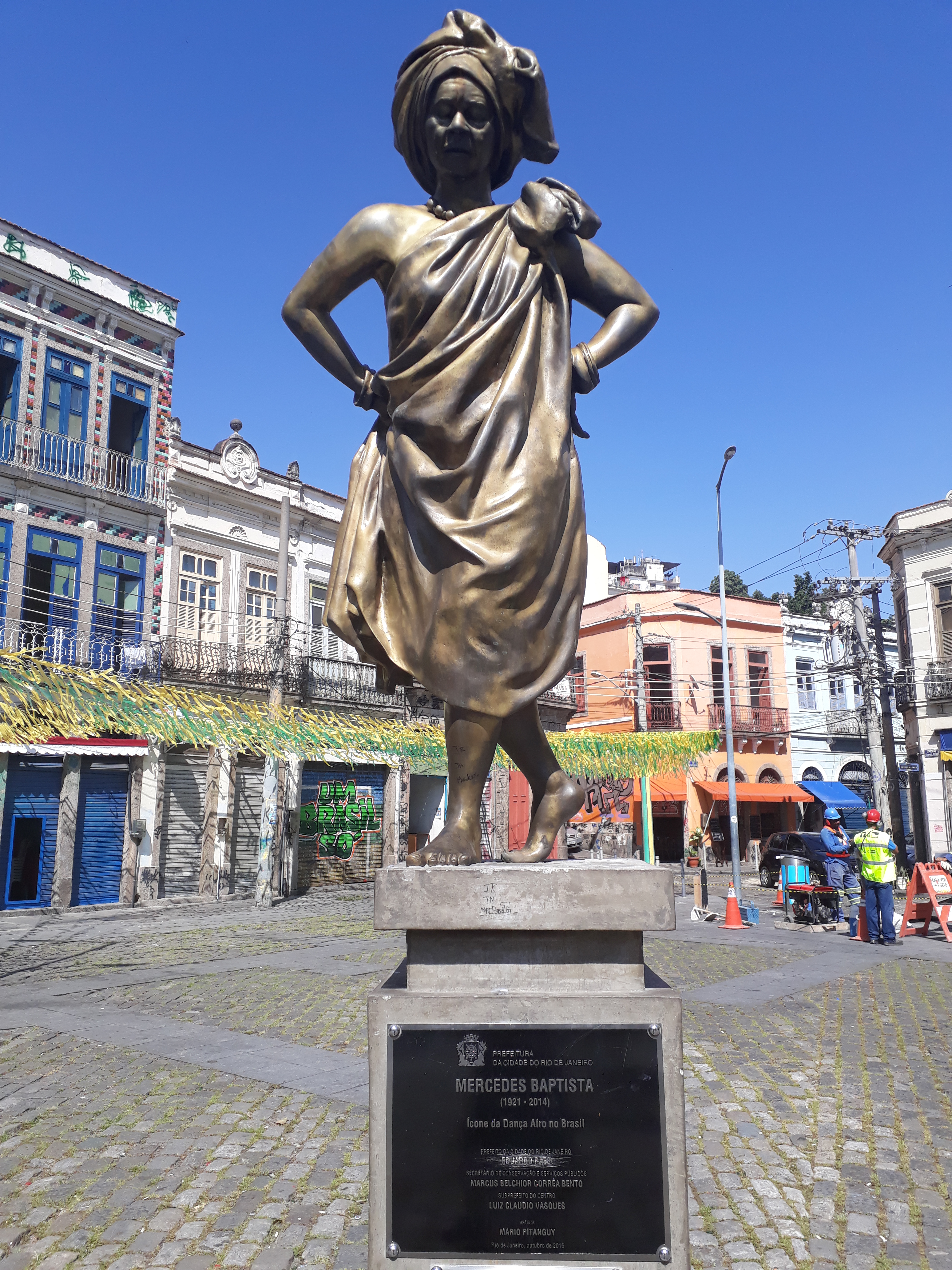
Escultura de Mercedes Baptista no Largo de São Francisco da Prainha (cidade do Rio de Janeiro), por Mario Pitanguy.

A convite da coreógrafa e antropóloga Katherine Dunham, que havia criado nos Estados Unidos uma companhia de dança exclusivamente formada por bailarinos negros, Baptista foi para aquele país onde teve aulas de dança moderna e tomou parte do ativismo negro.
De volta ao Brasil funda o Ballet Folclórico Mercedes Baptista, dedicado à formação de bailarinos negros que, ali, pesquisavam e incorporavam em seus trabalhos e movimentos a cultura afro-brasileira, granjeando destaque no cenário artístico e realizando turnês por países da Europa e América do Sul.
Em 1963 elaborou a coreografia da escola de samba Acadêmicos do Salgueiro, e inseriu de modo pioneiro na sua Comissão de Frente elementos da dança clássica. Também foi responsável pela "ala do minueto", hoje considerada clássica, no enredo que tratava de Xica da Silva; sobre essa inovação o carnavalesco Manoel Dionísio, que participara do desfile, declarou: "Houve muitas críticas na época. Foi um escândalo. Fomos considerados pela crítica os idealizadores de uma coreografia maldita para o carnaval carioca. Mas, dois anos depois, começaram nos copiar."

## Morte
Sofrendo de diabetes e problemas cardíacos, Mercedes faleceu em 19 de agosto de 2014, aos noventa e três anos de idade, no asilo onde morava no bairro de Copacabana, e teve seu corpo cremado no Memorial do Carmo.

## Homenagens

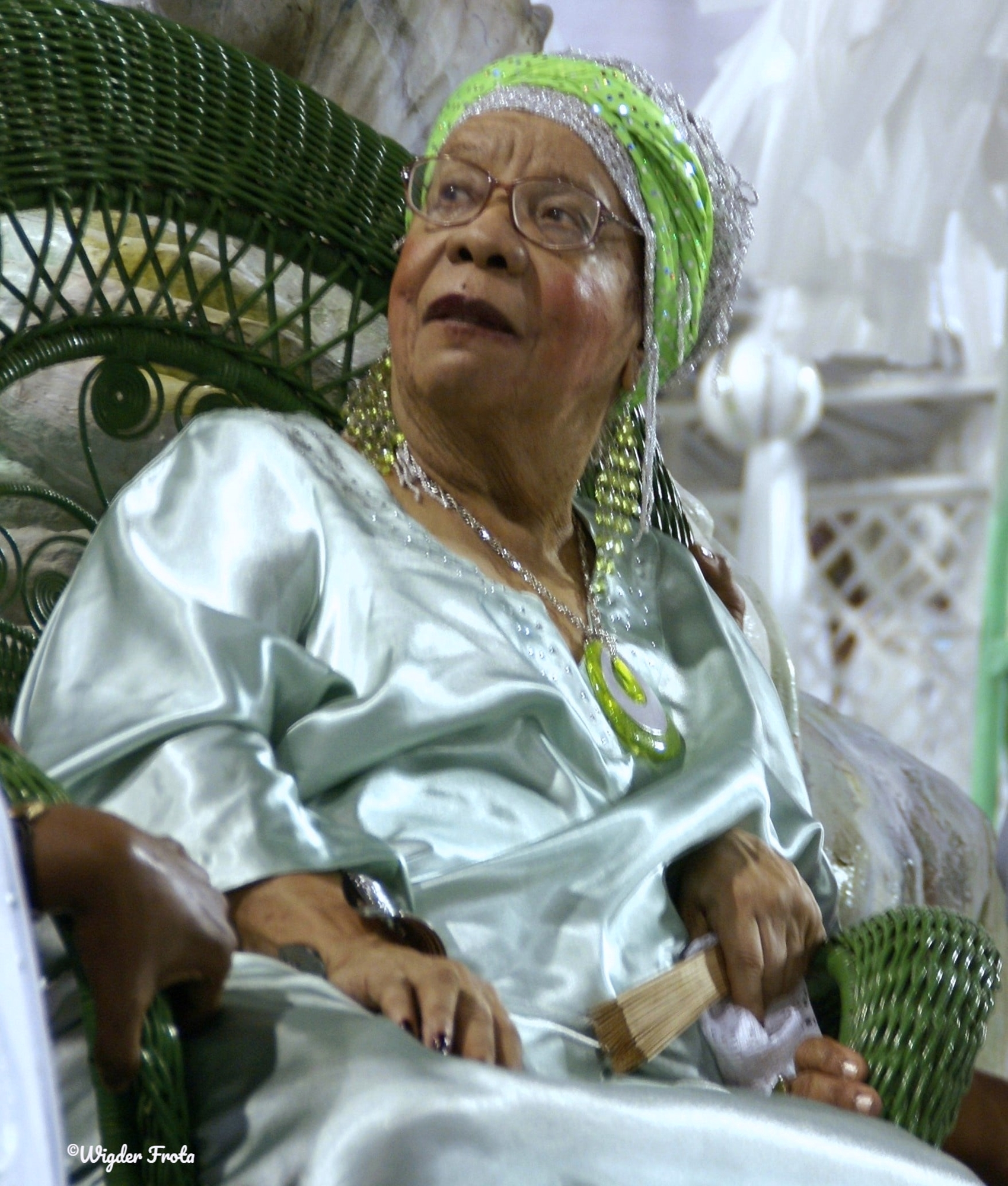
Mercedes no desfile da Cubango de 2008 em sua homenagem.

No desfile das escolas de samba do Rio de Janeiro de 2008 a Acadêmicos do Cubango apresentou como seu samba-enredo o tema “Mercedes Batista, de passo a passo, um passo” em sua homenagem.
Em 2009 também foi lembrada pela escola Unidos de Vila Isabel, que homenageou os cem anos do Theatro Municipal; neste ano também foi premiada simbolicamente peo jornal O Globo com o troféu Estandarte de Ouro por sua contribuição ao carnaval do Rio de Janeiro.
Em 2007 foi lançado o filme documentário Balé de Pé no Chão – A dança afro de Mercedes Baptista, dirigido por Lílian Sola Santiago e Marianna Monteiro.
Em 2016 foi autorizada pela Prefeitura do Rio a instalação numa das áreas recuperadas da zona portuária da cidade de uma estátua em sua homenagem, obra do escultor Mario Pitanguy, e doada à Prefeitura pelo "Movimento Artístico da Praia Vermelha".

## Premiações
- Estandarte de Ouro

2009 - Personalidade 